# Казенуове (Сијена)
Казенуове је насеље у Италији у округу Сијена, региону Тоскана.
Према процени из 2011. у насељу је живело 99 становника. Насеље се налази на надморској висини од 265 м.